# 212-я стрелковая дивизия (2-го формирования)
212-я стрелковая дивизия (212 сд) — воинское формирование (соединение, стрелковая дивизия) РККА в Великой Отечественной войне.
Дивизия участвовала в боевых действиях с 8 июня 1943 года по 9 мая 1945 года
Сокращённое наименование — 212 сд

## История

### Формирование
В мае -июне 1943 года под общим руководством полковника А. П. Мальцева, из управлений, частей и подразделений 4-й и 125-й стрелковых бригад в зоне дислокации 50-й армии Западного фронта (Калужская область) проходило второе формирование 212-й стрелковой дивизии. 8 июня 1943 года дивизия была полностью сформирована и вошла в состав указанной армии.

### Боевой путь
В июле 1943 года дивизия в составе 50-й армии участвовала в Курской битве, Орловской наступательной операции. Форсировав р. Жиздра, прорвала оборону немцев, продвинулась на 12—15 км, после чего перешла к обороне. С 9 августа дивизия перешла в подчинение 10-й армии Западного фронта и участвовала в Смоленской, Смоленско-Рославльской наступательных операциях, в освобождении городов Рославль и Кричев. С выходом на восточный берег р. Проня она перешла к обороне, затем выведена в резерв 10-й армии. Приказом ВГК от 30.9.1943 ей было присвоено наименование «Кричевская».
Летом 1944 года дивизия в составе 9-го гвардейского стрелкового корпуса 61-й армии участвовала в Белорусской наступательной операции, прошла с боями от Городно до Кобрина. Наступая в исключительно трудных условиях лесистоболотистой местности, она форсировала реки Припять и Стырь и, стремительно преследуя отступающего противника, вышла юго-западнее и западнее города Пинск, содействуя другим соединениям армии в освобождении города. В ходе Люблин-Брестской наступательной операции дивизия участвовала в освобождении городов Дрогичин, Кобрин, Брест. За овладение Кобрином была награждена орденом Красного Знамени, а за освобождение Бреста — орденом Суворова 2-й	ст. Осенью дивизия в составе 80-го стрелкового корпуса участвовала в Рижской наступательной операции. За овладение городом Рига она была награждена орденом Кутузова 2-й степени.
С 25 декабря дивизия в составе 61-й армии была переведена с 1-го Прибалтийского фронта на 1-й Белорусский и участвовала в Висло-Одерской, Варшавско-Познанской, Восточно-Померанской и Берлинской наступательных операциях.
В июле 1945 года 212-я стрелковая Кричевская Краснознамённая орденов Суворова и Кутузова дивизия была расформирована.

## Полное название
212-я стрелковая Кричевская Краснознамённая орденов Суворова и Кутузова дивизия

## Состав
- 369-й стрелковый Кобринский Краснознамённый ордена Суворова полк

 (10 августа 1944 года- за овладение городом Брест)
 (19 февраля 1945 года- за прорыв обороны противника южнее Варшавы)
- 669-й стрелковый Кобринский Краснознамённый ордена Суворова полк

 (10 августа 1944 года- за овладение городом Брест)
 (19 февраля 1945 года- за прорыв обороны противника южнее Варшавы)
- 692-й стрелковый Кобринский Краснознамённый орденов Суворова и Кутузова полк

 (10 августа 1944 года- за овладение городом Брест)
 (19 февраля 1945 года- за прорыв обороны противника южнее Варшавы)
 (28 мая 1945 года- за прорыв обороны противника и наступление на Берлин)
- 655-й артиллерийский Кобринский Краснознамённый орденов Суворова и Кутузова полк

 (10 августа 1944 года- за овладение городом Брест)
 (19 февраля 1945 года- за прорыв обороны противника южнее Варшавы)
 (26 апреля 1945 года- за овладение городами Штаргард, Наугард, Польцин)
- 593-й отдельный орденов Александра Невского и Красной Звезды батальон связи (395-я отдельная рота связи)

 (28 мая 1945 года- за прорыв обороны противника и наступление на Берлин)
 (19 февраля 1945 года- за прорыв обороны противника южнее Варшавы)
- 380-й отдельный сапёрный орден орденов Александра Невского[8] и Красной Звезды батальон

 (19 февраля 1945 года- за прорыв обороны противника южнее Варшавы)
- 37-й отдельный истребительно-противотанковый дивизион
- 292-я отдельная разведывательная рота
- 379-й отдельный медико-санитарный батальон
- 84-й отдельная рота химической защиты
- 73-я автотранспортная рота
- 327-я полевая хлебопекарня
- 25-й дивизионный ветеринарный лазарет
- 18058-я полевая почтовая станция
- 1613-я полевая касса Госбанка

## Подчинение
| Дата            | Фронт                   | Армия      | Корпус                            | Примечания |
| --------------- | ----------------------- | ---------- | --------------------------------- | ---------- |
| 01.07.1943 года | Западный фронт          | 50-я армия |                                   | -          |
| 01.08.1943 года | Западный фронт          | 50-я армия |                                   | -          |
| 01.09.1943 года | Западный фронт          | 10-я армия |                                   | -          |
| 01.10.1943 года | Западный фронт          | 10-я армия |                                   | -          |
| 01.11.1943 года | Западный фронт          | 10-я армия | 38-й стрелковый корпус            | -          |
| 01.12.1943 года | Западный фронт          | 10-я армия | 38-й стрелковый корпус            | -          |
| 01.01.1944 года | Западный фронт          | 10-я армия | 38-й стрелковый корпус            | -          |
| 01.02.1944 года | Резерв ставки ВГК       | 21-я армия | 114-й стрелковый корпус           | -          |
| 01.03.1944 года | Резерв ставки ВГК       | 21-я армия | 114-й стрелковый корпус           | -          |
| 01.04.1944 года | 2-й Белорусский фронт   | 61-я армия | 9-й гвардейский стрелковый корпус | -          |
| 01.05.1944 года | 2-й Белорусский фронт   | 61-я армия | 9-й гвардейский стрелковый корпус | -          |
| 01.06.1944 года | 2-й Белорусский фронт   | 61-я армия | 9-й гвардейский стрелковый корпус | -          |
| 01.07.1944 года | 2-й Белорусский фронт   | 61-я армия | 9-й гвардейский стрелковый корпус | -          |
| 01.08.1944 года | Резерв ставки ВГК       | 61-я армия | 9-й гвардейский стрелковый корпус | -          |
| 01.09.1944 года | Резерв ставки ВГК       | 61-я армия | 80-й стрелковый корпус            | -          |
| 01.10.1944 года | 3-й Прибалтийский фронт | 61-я армия | 80-й стрелковый корпус            | -          |
| 01.11.1944 года | 1-й Прибалтийский фронт | 61-я армия | 80-й стрелковый корпус            | -          |
| 01.12.1944 года | 1-й Прибалтийский фронт | 61-я армия | 80-й стрелковый корпус            | -          |
| 01.01.1945 года | 1-й Белорусский фронт   | 61-я армия | 80-й стрелковый корпус            | -          |
| 02.02.1945 года | 1-й Белорусский фронт   | 61-я армия | 80-й стрелковый корпус            | -          |
| 01.03.1945 года | 1-й Белорусский фронт   | 61-я армия | 80-й стрелковый корпус            | -          |
| 01.04.1945 года | 1-й Белорусский фронт   | 61-я армия | 80-й стрелковый корпус            | -          |
| 01.05.1945 года | 1-й Белорусский фронт   | 61-я армия | 80-й стрелковый корпус            | -          |

## Командование

### Командиры
- Мальцев, Андрей Прокофьевич (08.06.1943 — 14.12.1943), полковник
- Кучинев, Владимир Георгиевич (15.12.1943 — 17.11.1944), полковник
- Маслов, Сергей Михайлович (18.11.1944 — ??.07.1945), полковник

## Награды и наименования
| Награда (наименование)             | Дата             | За что награждена |
| ---------------------------------- | ---------------- | --- |
| Почётное наименование «Кричевская» | 30 сентября 1943 | За форсирование реки Сож и овладение городом Кричев. |
| Орден Красного Знамени             | 25 июля 1944     | За образцовое выполнение заданий командования в боях против немецких захватчиков, за овладение городом Кобрин и проявленные при этом доблесть и мужество                                                                          |
| Орден Суворова II степени          | 10 августа 1944  | награждена указом Президиума Верховного Совета СССР от 10 августа 1944 года за образцовое выполнение заданий командования в боях с немецкими захватчиками, за овладение городом Брест и проявленные при этом доблесть и мужество. |
| Орден Кутузова II степени          | 31 октября 1944  | награждена указом Президиума Верховного Совета СССР от 31 октября 1944 года за образцовое выполнение заданий командования в боях с немецкими захватчиками, за овладение городом Рига и проявленные при этом доблесть и мужество.  |

Личный состав 212-й стрелковой Кричевской Краснознамённой орденов Суворова и Кутузова дивизии получил 8 благодарностей в приказах Верховного Главнокомандующего:
- За форсирование реки Сож и овладением города Кричев — важным опорным пунктом и железнодорожным узлом противника на могилёвском направлении. 30 сентября 1943 года № 28
- За овладение областным центром Белоруссии городом и крепостью Брест (Брест-Литовск) — оперативно важным железнодорожным узлом и мощным укреплённым районом обороны немцев на варшавском направлении. 28 июля 1944 года № 157.
- За овладение штурмом столицей Советской Латвии городом Рига — важной военно-морской базой и мощным узлом обороны немцев в Прибалтике. 13 октября 1944 года № 196.
- За вторжение в пределы немецкой Померании и овладение городами Шенланке, Лукатц-Крейц, Вольденберг и Дризен — важными узлами коммуникаций и мощными опорными пунктами обороны немцев. 29 января 1945 года. № 265.
- За выход на побережье Балтийского моря в районе города Кольберг, овладение городами Бервальде, Темпельбург, Фалькенбург, Драмбург, Вангерин, Лабес, Фрайенвальде, Шифельбайн, Регенвальде и Керлин — важными узлами коммуникаций и сильными опорными пунктами обороны немцев в Померании. 4 марта 1945 года. № 288.
- За овладение городами Штаргард, Наугард, Польцин — важными узлами коммуникаций и мощными опорными пунктами обороны немцев на штеттинском направлении. 5 марта 1945 года. № 290
- За овладение штурмом городами Голлнов, Штепенитц и Массов — важными опорными пунктами обороны немцев на подступах к Штеттину. 7 марта 1945 года. № 295.
- За овладение городом Альтдамм и ликвидацию сильно укреплённого плацдарма немцев на правом берегу реки Одер восточнее Штеттина. 20 марта 1945 года. № 304

## Отличившиеся воины дивизии
| Награда | Ф. И. О.                      | Должность                                                            | Звание              | Дата награждения                 | Примечания                                                                                                   |
| ------- | ----------------------------- | -------------------------------------------------------------------- | ------------------- | -------------------------------- | --- |
|         | Андросов, Николай Никитович   | командир дивизиона 655-го артиллерийского полка                      | Майор Красной Армии | 27.02.1945                       | Звание Героя Советского Союза присвоено посмертно за участие в Варшавско-Познанской наступательной операции. |
|         | Борисенко, Степан Григорьевич | командир орудия 655-го артиллерийского полка                         | Сержант             | 31.05.1945                       | Звание Героя Советского Союза присвоено посмертно за участие в Варшавско-Познанской наступательной операции. |
|         | Тремасов, Дмитрий Егорович    | командир пулемётного отделения 369-го стрелкового полка              | Сержант             | 24.03.1945                       | Звание Героя Советского Союза присвоено за форсирование реки Стырь.                                          |
|         | Чередниченко, Иван Антонович  | заместитель командира 369-го стрелкового полка по политической части | Майор Красной Армии | 15.05.1946                       | Погиб 27 марта 1945 года в бою за населённый пункт Швабах (восточный берег Одера).                           |
|         | Кириллов, Пётр Иванович       | командир отделения 380-го отдельного сапёрного батальона             | Младший сержант     | 18.03.1944 20.06.1944 15.05.1946 | |